# Jutjat de Gallura

Mapa dels jutjats de Sardenya.

Gallura era un dels quatre jutjats en què estava dividida l'illa de Sardenya cap a l'any 1000. Va existir des del segle ix i fins al 1287.
Van sorgir de les antigues divisions romanes d'Orient. Quan els romans d'Orient van abandonar l'illa vers la segona meitat del segle ix, els governants locals van assolir el poder sobirà. Els governants dels segles ix, x i xi no han quedat enregistrats. Les informacions sobre els primers jutges són poc precises. G.B. Fara a la seva òpera "De rebus Sardois" (Torí 1835). anomena com a primer judge a un Manfredi, encara viu el 1050, que fou succeït per un Bald o Ubald, mort abans del 1065 i un Constantí I (que vivia el 1073) i és identificat amb el jutge esmentat a una carta del papa Gregori VII datada el 1074. Modernament es pensa que els dos primers eren governadors pisans, i Constantí seria membre de la família dels Gherardesci. La llegenda fa a Constantí el pare de Francesca anomenada "Chica", que es va casar amb Arrigo senyor de Cinarca a Còrsega (vivia vers el 1112). Els pisans foren expulsats a finals del segle xi o començaments del segle xii i una dinastia local va agafar el poder, suposadament amb Torxitori I de Zori vers el 1100.
Saltar de Lacon-Zori, el seu fill, fou suposadament deposat per Itocor de Gunale que al cap d'uns tres anys fou foragitat i va tornar la branca legitima amb Constantí II Spanu de Gallura i el seu fill Comit Spanu fins vers el 1146. Llavors el poder va tornar a la branca d'Itocor amb Constantí III de Lacon i Barisó I de Lacon fins a la mort d'aquest el 1203.
La seva filla Elena de Lacon va heretar el jutjat i el 1207 es va casar amb el patrici pisà Lambert Visconti de Gallura que fou proclamat jutge. En fou expulsat el 1209 per Comit de Torres però finalment es va fer la pau i el 1210 tornava a ser jutge. Lambert Visconti de Gallura es va casar amb l'hereva de Càller, presonera de son germà Ubald Visconti, i va dominar els dos jutjhats fins a la seva mort el 1225 o 1226. El va succeir el seu fill Ubald I Visconti de Gallura (1225-1238) que a la mort del seu oncle Ubald Visconti, que exercia el poder real a Càller (encara que els governats eren els marits de la jutgessa) va envair el jutjat per assegurar-se el seu control, però en fou expulsat el 1232 pels Gherardesci, fidels a la jutgessa i al seu fill. El 1238 va adquirir el Jutjat de Torres per matrimoni però a la seva mort el 1238 aquest jutjat fou donat per l'emperador al seu fill bastard Enzo de Hohenstaufen amb el títol de rei de Sardenya. El va succeir a Gallura el seu fill Joan I Visconti de Gallura (1238-1275) que va participar en les lluites a Itàlia i es va retirar a Pisa el 1275 on va morir. Fou llavors proclamat el seu fill Huguet Visconti de Gallura (conegut per Nino) però el comú de Pisa va voler annexionar el jutjat. Merces a la influència dels Gherardesci, i sobretot el seu avi Huguet (Ugolino) no ho va aconseguir. Ugolino va tenir el poder a Pisa després de la derrota naval pisana de Melòria el 1284 davant els genovesos, amb un programa reformista, però fou enderrocat pels conservadors, empresonat i mort. Mancat del suport de l'avi, Huguet fou deposat el 1287 (i va morir de gana a la presó el 1288) i el jutjat annexionat a Pisa, en mans de la qual va romandre fins a la conquesta catalanoaragonesa del 1323-1324.
Nino va tenir una filla anomenada Joana, morta el 1339, que va reclamar els feus paterns i va deixar com a hereus els Visconti de Milà, però més tard els drets, purament nominals, foren llegats a la Corona d'Aragó pel duc de Milà.